# 16251 Барбіфранк
16251 Барбіфранк (16251 Barbifrank) — астероїд головного поясу, відкритий 29 квітня 2000 року.
Тіссеранів параметр щодо Юпітера — 3,477.